# Hermann Otto Sleumer
Hermann Otto Sleumer (21 février 1906 - 1er octobre 1993) est un botaniste néerlandais d'origine allemande. Les genres Sleumerodendron Virot (Proteaceae) et Sleumeria Utteridge, Nagam. & Teo (Icacinaceae), sont nommés en son honneur.